# NGC 2170
NGC 2170 is een reflectienevel in het sterrenbeeld Eenhoorn. Het hemelobject werd op 16 oktober 1784 ontdekt door de Duits-Britse astronoom William Herschel.

## Synoniemen
- LBN 994